# Sigulda
Sigulda (alemán: Segewold) es una villa letona, capital del municipio homónimo.
A 1 de enero de 2016 tiene 11 821 habitantes. Su población se compone en un 86 % por letones y en un 9 % por rusos.
Posee importantes monumentos históricos, de los cuales destacan el castillo medieval de Sigulda y el castillo nuevo de Sigulda. Adquirió título de villa en 1928. Es miembro de la asociación europea de ciudades Douzelage.
Se ubica a orillas del río Gauja unos 50 km al noreste de Riga, sobre la carretera E77 que une Riga con Pskov.